# Фудбалска репрезентација Порторика
Фудбалска репрезентација Порторика (шп. Selección de fútbol de Puerto Rico) је фудбалски тим који представља Порторико на међународним такмичењима под контролом Фудбалског савеза Порторика који се налази у оквиру Карипске фудбалске уније и КОНКАКАФ-а. Такође је члан ФИФА.

## Историја

### 1940–1990
Прва међународна утакмица Порторика била је против Кубе 1940. године у којој су ремизирали 1:1. Они нису забележили победу све до 1970. године и резултата 3:0 против Бахама. Порторико је 1972. године у пријатељској утакмици забележио победу од 1:0 против Панаме. Победе између 1980-их и 1990-их углавном су биле против Бахама, Доминиканске Републике и Мартиника. 

### Крис Армас (1993–1994)
Крис Армас је играо за Порторико на Купу Кариба 1993. На турниру је Порторико поставио победнички низ од шетири утакмице без примљеног гола.  ФИФА није признала такмичење, па се његових пет утакмица сматрало пријатељским. Као резултат тога, касније му је дозвољено да игра за репрезентацију Сједињених Држава.

### 1995–2007
Између 1995. и 2007. године Порторико није забележио ниједну победу и имао је четири ремија. За то време тим је пао на ФИФАиној ранг листи на 202. место.

### 2008–2015
У овом периоду, Порторико је почео да се појављује на такмичењимакао озбиљнија репрезентација, као што су били деведесетих, 2008. године су као гости добили две утакмице против Бермуда (1:0 и 2:0), ремизирали 2:2 са Тринидадом и Тобагом. Победили су и први пут од 1994. године када су победили Доминиканску Републику у првом колу квалификација за Светско првенство. Иако су прву утакмицу изгубили од Хондураса резултатом 4:0, у другом колу су се изборили са 2:2 у домаћој утакмици. Фудбалска федерација Порторика објавила је планове који би им омогућили учешће у наредним издањима Купа Кариба и Златног купа.  Понајбољи играч Порторика Андрес Кабреро је једини активни играч у 2021. години који је учествовао у наведеним квалификацијама за Светско првенство 2010. године.
Порторико је требало да дебитује на 21. Централноамеричким и Карипским играма 2010. године на домаћем терену у Мајагвезу, али због контроверзи да КОНКАКАФ није стадионима дао зелено светло, тако да Порторико није могао да се такмичи на овом фудбалском турниру. Репрезентација Порторика је уместо тога требало да игра у Венецуели, али је због недостатка тимова мушки турнир био отказан.
Порторико се 15. августа 2012. године у пријатељском сусрету суочио са светским и европским шампионом Шпанијом, изгубивши 2:1 на стадиону Хуан Рамон Лубриел у Бајамону, Порторико.
Репрезентација Порторика је 5. јуна 2015. одиграла пријатељску утакмицу са Бермудима, посљедњу пријатељску утакмицу пре квалификација за Светско првенство 2018. године, која је завршена нерешеним резултатом 1:1. Након што је у другом колу квалификација за Светско првенство 2018. изгубила од Гренаде са 2:1, привремени тренер Порторика Хосе 'Кукито' Мартинез поднео је оставку, а неколико дана касније Уругвајац Карлос Аведисиан решио је проблеме са визама и коначно је могао да стигне као главни тренер репрезентације. Порторико је 11. децембра 2015. одиграо пријатељску утакмицу са тимом МЛСа Њујорк Ситијем, изгубивши ту утакмицу са резултатом 2:1.

### 2016–2017

#### Карлос Аведисијан и Џек Стефановски
Карлос Аведисијан преузео је тим 2015. године, формирајући списак углавном од играча из локалних лига Порторика. Порторико је 22. маја 2016. године одиграо пријатељску утакмицу против Сједињених Држава, први пут у историји, завршивши утакмицу поразом од 3:1. Због неслагања са Федерацијом, Аведисијана је привремено заменио Џек Стефановски. Са овим тимом углавном домаћих играча, Порторико се први пут пласирао у треће коло квалификација за Куп Кариба 2017. године, када су у другом колу савладали Гренаду и Антигву и Барбуду, и тиме су били само две утакмице удаљене до златног купа КОНКАКАФа. Стефановски је напустио место техничког директора, и наставио да ради са ФК Порторико.
Репрезентација Портрика је 3. септембра 2016. године се први пут суочила са Индијом у пријатељској утакмици на међународној утакмици у фудбалској арени Мумбаји, али је поражена са резултатом 1:4.

#### Карлос Гарсија Кантареро
Након што је Стефановски напустио репрезентацију како би наставио са клубом ФК Порторико, Карлос Кантареро је постао главни тренер националног тима са Хосеом Кукитом Мартинезом (који је тренирао већину локалних играча у Порториканској лиги) као помоћним тренером. Репрезентативни тим је одиграо три пријатељске утакмице, две против Доминиканске Републике и једну против Индије, пре утакмица трећег кола против Антигве и Барбуде и Курасаоа. Тренер Кантареро није могао да води тим на тим пријатељским утакмицама због проблема са визом. Након другог пријатељског меча против Доминиканске Републике, помоћни тренер Мартинез напустио је тим пре путовања у Индију, а позицију је заузео Давид Гвиљемат. И поред административног дебакла и промене тренера, Порторико је изгубио одлучујућу утакмицу против Курасаоа са 2:0, и тако се Курасао као првак групе квалификовао за Златни куп.
Порторико је играо на међународним утакмицама тек у лето 2017. године када је одиграо нерешено против Индонезије.
Након пустошења урагана Марија у септембру читаво острво остало је без струје и било је великих потешкоћа да се све врати у нормално стање. ФК Орландо сити, клуб из МЛС лиге, се понудио 7. октобра да одигра утакмицу за помоћ Порторико. Утакмица је заказана за 4. новембар и да сав нето приход од утакмице иде у корист помоћи санирања штете од урагана и ради прикупљања средстава и помоћи у опоравку острва. Поновно је активирана репрезентација, по трећи пут у току године године.  Пријатељска утакмица обележила је последњу утакмицу Орландо ситија у 2017. години, као и капитен екипе, Кака.  Порторико је изгубио егзибициону утакмицу резултатом 6:1. 

### 2018
У мају 2018. године Порториканска фудбалска федерација објавила је да Карлос Кантареро више неће наставити да води репрезентацију, а бивши тренер Хондураса Амадо Гевара је преузео функцију главног тренера.